# Buenaventura Durruti
Buenaventura Durruti, właśc. José Buenaventura Durruti Dumange (ur. 14 lipca 1896 w León, zm. 20 listopada 1936 w Madrycie) – hiszpański działacz związkowy i anarchistyczny, bojówkarz, mechanik oraz dysydent, jeden z przywódców i najbardziej rozpoznawalnych działaczy CNT-FAI, ważna postać wczesnej fazy hiszpańskiej wojny domowej, zginął na niej jako dowódca.

## Życiorys

### Okres młodości
Buenaventura Durruti urodził się w rodzinie robotników kolejowych. Zaczął pracować w wieku 14 lat, od 1910 również na kolei. Od wczesnych lat młodzieńczych przejawiał zainteresowanie walką o prawa socjalne i związkowe. W 1917 Durruti był aktywnym uczestnikiem strajku zorganizowanego przez związek zawodowy Unión General de Trabajadores (Powszechny Związek Robotników). Strajk został stłumiony przez rząd hiszpański przy pomocy wojska, które zabiło 70 i zraniło ponad 500 ludzi, natomiast 2 000 zostało uwięzionych bez procesu. Durruti zbiegł wówczas do Francji.

### CNT-FAI
Po powrocie do Barcelony w 1920 r. Durruti związał się z anarchosyndykalistycznym związkiem zawodowym CNT. W odpowiedzi na siłowe metody władz, w 1922 r. razem z innymi anarchistami (w tym Juan Garcia Oliver i Francisco Ascaso) założył grupę Los Solidarios (Solidarni). W 1923 r. grupa powiązana została z zabójstwem arcybiskupa Juana Soldevila. Po wprowadzeniu dyktatury wojskowej Primo de Rivery, Durruti i Ascaso zbiegli za granicę, początkowo do Argentyny. W czasie emigracji kilkakrotnie byli wypędzani z krajów pobytu lub aresztowani. W 1924 r. w Paryżu usiłowali bez powodzenia dokonać zamachu bombowego na króla Hiszpanii Alfonsa XIII.
Durruti powrócił do Hiszpanii w 1931 r. po upadku dyktatury i monarchii, stając się jednym z głównych hiszpańskich działaczy robotniczych. Zajął stanowisko na dominującym anarchizującym skrzydle CNT, zbliżonym do Iberyjskiej Federacji Anarchistycznej (FAI), sam jednak do niej nie należał.
Po początkowym okresie entuzjazmu po proklamowaniu II Republiki hiszpańskiej, organizacje anarchistyczne i robotnicze stały się wrogie republice, nie realizującej ich postulatów i tłumiącej wystąpienia siłą. Sytuacja w kraju była w dalszym ciągu niespokojna. Durruti w tym okresie był organizatorem związkowym, agitatorem i wiecowym mówcą, konspiratorem i bojownikiem, wielokrotnie zatrzymywanym lub aresztowanym przez policję. Po nieudanym powstaniu górników w Katalonii w styczniu 1932 r., Durruti razem ze 110 działaczami robotniczymi został prewencyjne deportowany do kolonii hiszpańskich, skąd powrócił w kwietniu. Organizował następnie Rewolucję Libertarną w Saragossie w dniach 8 do 13 grudnia 1933 r., po upadku której CNT została zdelegalizowana.

### Wojna domowa
Po puczu generała Franco i wybuchu wojny domowej w Hiszpanii, CNT i FAI wspólnie organizowały oddziały milicji robotniczej. 19 i 20 lipca 1936 r. oddziały milicji pod dowództwem Durrutiego pokonały wystąpienie garnizonu wojskowego w Barcelonie, między innymi atakując koszary Ataranzaras (gdzie zginął Ascaso) i oblegając przez 33 godziny Hotel Colon. Następnie Durruti przystąpił do dalszej organizacji milicji i 23 lipca przygotował wymarsz na Saragossę na froncie aragońskim, dowodząc ochotniczą kolumną anarchistycznych milicji (znaną jako Kolumna Durruti). Gdy rząd opuszczał zagrożony Madryt, do obrony stolicy skierowana została właśnie kolumna Durrutiego. Podczas walk 19 listopada 1936 r. został śmiertelnie ranny. Zmarł następnego dnia, 20 listopada w szpitalu urządzonym w hotelu Ritz. Według jednej z wersji został postrzelony przez snajpera w niejasnych okolicznościach, które nie pozwalają wykluczyć zamachu ze strony frankistów bądź stalinistów. Rozeszły się również pogłoski, że poległ z ręki własnego żołnierza, któremu nie podobała się surowa dyscyplina, jaką wprowadzał. Antony Beevor w swoim dziele o wojnie domowej w Hiszpanii stawia tezę, że śmierć Durrutiego była dziełem przypadku – odbezpieczony uchwyt pistoletu maszynowego miał zahaczyć o drzwi samochodu i wypalić Durrutiemu prosto w pierś.
Jego pogrzeb, poprzedzony transportem ciała do Barcelony, stał się ostatnią wielką manifestacją anarchistów w Hiszpanii.